# キュプス
キュプス (ドイツ語: Küps) は、ドイツ バイエルン州 オーバーフランケン行政管区のクローナハ郡に属する市場町。

## 地理
キュプスはローダッハ川沿いのフランケンヴァルト自然公園内に位置する。

### 自治体の構成
この町は、公式には29の地区 (Ort) からなる。このうち孤立農場などを除く集落を以下に列記する。
| - アウ - ブルカースドルフ - ハイン - フンメンベルク - ヨハニスタール - キュプス - ナーゲル | - オーバーランゲンシュタット - シャーフハウス - シュメルツ - ティーゼンオルト - ティーフェンクライン - テュシュニッツ |

## 歴史
キュプスが初めて史料に登場するのは、1151年7月8日のことである。2001年には850年祭を見事な花火大会で祝った。

## 信仰
住民の66%がプロテスタント、33%がカトリックである。

## 経済と社会基盤

### 地元企業
- RRauh Kunststoffe（プラスチック産業）
- Bedenk LKW Sattlerei（馬具製造、皮革加工）
- Yalap& Yüce Kunststoffe（プラスチック産業）
- FIPO-Design Werbeagentur und Computerstickerei
- Scerox Erodiertechnik

### 交通
キュプスは、連邦道B173沿いに位置し、ミュンヘン – ベルリンを結ぶ鉄道が通っている。

### スポーツ施設など
- TCキュプス・テニスコート
- TSVキュプス・サッカー場
- 学習センターの屋内プール
- VfR ヨハンニスタール・サッカークラブ

## 友好都市
- ラウシャ（ドイツ、テューリンゲン州）
- Plouay（フランス、モルビアン県）

## 年中行事
- 6月第1週週末：グリーザー・ブントの夏フェスタ
- 7月最終週末：マルクトキルヒェ祭